# 福阿德二世
福阿德二世（阿拉伯語：الملك أحمد فؤاد الثاني，罗马化：Aḥmad Fu'ād；1952年1月16日—），於1952年7月26日接替其父法魯克一世登基，隨後於1953年6月18日退位。是為1805年開始的穆罕默德·阿里王朝的末代統治者。他的退位宣告了埃及帝制的結束，共和國接掌埃及。他和保加利亞沙皇西美昂二世以及尼泊爾國王贾南德拉是目前仍在世的亡國之君。

## 生平

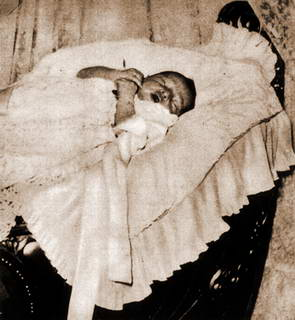
1952年的福阿德二世

福阿德二世在半歲时繼位為一國之君，因此他從未正式掌握實權。實際上掌握實權的是納賽爾，退位後也隨其流亡海外。其父法魯克一世原以為能藉由幼主繼位來平息反保皇黨者的騷動，過一段時間再回國繼位，但此一計劃事實上並未成功。遭罷黜的福阿德二世後被帶到法國，在法國成長至今。福阿德二世在1976年迎娶法蒂拉公主，目前育有三子女，1997年離婚。
三個子女，分別為：
- 穆罕默德·阿里王子，出生於1979年2月5日（46歲）
- 法茲達·拉提法公主，出生於1982年2月12日（43歲）
- 法赫魯定王子，出生於1987年8月15日（37歲）

| 福阿德二世 穆罕默德·阿里王朝出生于：1952年1月16日 | 福阿德二世 穆罕默德·阿里王朝出生于：1952年1月16日 | 福阿德二世 穆罕默德·阿里王朝出生于：1952年1月16日 |
| 統治者頭銜                                        | 統治者頭銜                                        | 統治者頭銜                                        |
| ------------------------------------------------- | ------------------------------------------------- | ------------------------------------------------- |
| 前任者： 法鲁克一世                               | 埃及與蘇丹國王 1952年7月16日－1953年6月18日       | 繼任者： 穆罕默德·纳吉布 為埃及總統               |
| 埃及王族                                          |                                                   |                                                   |
| 前任者： 法魯克·阿迦                              | 賽義德親王 1952年1月16日－1952年7月16日           | 空缺下一位持有相同頭銜者：穆罕默德·阿里           |
| 王位覬覦者                                        |                                                   |                                                   |
| 失去頭銜 王朝結束                                 | — 名义上的 — 埃及與蘇丹國王 1953年6月18日－       | 現任 推定繼承人：穆罕默德·阿里                    |